# Мауке
Мауке (Ma'uke или Akatokamanava) је острво које припада групи Кукових острва у Полинезији у Тихом океану. Његова површина износи 18,4 km². Број становника на острву износи 243. Налази се 277 km североисточно од острва Раротонга. Са острвима Атиу, Митиаро и Такутеа чини Нгапотору.

## Географија

### Положај и моргологија
Мауке је издигнут корални атол. Централни део острва се налази на 30 м надморске висине, на координатама 20° 9′ 30″ јужно и 157° 20′ 30″ западно. Налази се у југоисточном делу архипелага Кукова острва. Обим острва износи 18 km. 
На острву се налази џунгла, бројне увале, плаже и пећине. Велика пећина Мотуанга има галерије које сежу испод гребена. Мотуанга значи „Пећина од 100 соба“.

### Рељеф
Острво Мауке је овалног облика са централном висоравни, окружен макатеом широком до 1,6 km и високом око 20 m. Мочварно земљиште између макатее и висоравни је неправилно развијено и ограничено је на истоку, северу и западу. Уски гребен окружује макатеу и пробијен је са 6 пролаза, такође ограничен на истоку, северу и западу. Изнад централног платоа налази се истрошена вулканска стена базалт, изнад црвеног трошног тла. Црвени и смеђи седименти мочваре потичу са оближњих падина, као и сличан материјал који се налази у пукотинама кречњачких врхова на површини унутрашњег дела макатее. Дубина дна океана је 4500 m.

## Историја
По легенди острво је открио Уке и по њему је оно добило име Мауке или „Земља Укеа“. Његово пуно име је Уке-уму-о-те-вааруа-кино, што значи „Уке-пећ-јаме-зла“. Верује се да су његови преци били богови и да је он дошао на земљу и постао човек. Према наводима, на обалама овог острва Уке је направио први предах отпочетка свог путовања. Он је ово место је назвао Akatoka-manava што значи „Моје срце почива“. Отуда и други називи: „Место одмора“, „Срце у миру“ и „Срце у љубави“.
Његову ћерку је оженио син (или унук) Атиу-муа са острва Атиу. За њих двојицу се сматра да су проширили популацију ова два острва.
Приликом посете острва Мауке, Тангии из Раратонге оженио је две Укеове ћерке.
По предању, становници Маукеа су убили Раутапуиног сина, па је он из освете убио велики број људи.
Пре доношења Јеванђеља, Маукетанци су били под управом владара острва Атиу. Они су им отимали жене, а њих тукли и мучили до смрти.
Џон Вилијамс је открио Мауке 23. јуна 1823. године. Иза себе је оставио полинезијског проповедника Хавија да преноси хришћанска учења. Следећи је на ово острво пристао Лорд Бајрон, капетан брода Blonde. Брод је стигао на Мауке 8. августа 1825. Лорд Бајрон је острво назвао Parry Island у част Сер Едварда Парија.
1860-их Нгамару Ронготони Арики (арики острва Атиу, Мауке и Матиаро) се оженио Макеом Такауом Арики (арики острва Раротонга). Резултат тога је да је Мауке 1871. постао део Краљевине Раратонга.
1888. Мауке је постао члан Федерације Кукових острва.
1901. острво је припало Новом Зеланду.
Формирање села Кимиангатау на обали острва 1904. године резултат је непријатељства између следбеника London Missionary Society и новоуведене Римокатоличке цркве.

## Демографија
Мауке има 243 становника.
Острво је подељено на четири традиционална округа. Окрузи Ваимуту и Макатеа нису подељени. Нгатиаруа и Ареора су подељени на 6 и 3 тапере. Цело острво је тако укупно подељено на 11 тапера.
- Округ Нгатиаруа на северу, подељен на 6 тапера: Те Тукунга, Мокоеро, Пунеуа, Икуруа, Аракирупу, Араки
- Округ Ваимуту на истоку - једна тапера
- Округ Ареора на југу, подељен на 3 тапере: Тукуме, Арао, Ануа
- Округ Макатеа на западу - једна тапера

Главно село Оиретуму се налази у унутрашњости, већим делом у округу Макатеа. Протежући се северно луке Таунгануи Ландинг је село Кимиангатау, које се често користи за искрцавање. Припада тапери Икуруа округу Нгатиаруа.

## Економија
Земљиште је плодно и подржава пољопривреду. Примарни извоз је биљка маире, грм чије се лишће користи за прављење леи венаца које извозе на Хаваје. Остали локални занати укључују прављење кете корпи, панданус простирки и чинија изрезбарених од миро дрвета. Са остатком Кукових острва Мауке је повезан аеродромом Мауке. Главна лука је оштећена циклонима 2005. године. Радови на обнављању луке започети су 2011., а завршени 2013. године.

## Знаменитости
Међу домаћим и страним туристима најпознатије знаменитости су:
- пећина Ваи Танга
- Giant Banyan Tree
- пећина Мотуанга – „Пећина са 100 соба“
- плажа Копупооки
- црква The Divided Church
- Te Kou Maru
- плажа Онероа
- Кеин гроб
- лука Taunganui Landing